# Машера, Сергей
Сергей Машера (словен. Sergej Mašera, серб. Сергеј Машера; 11 мая 1912, Горица, Австро-Венгрия — 17 апреля 1941, Которский залив, Королевство Югославия) — югославский словенский моряк, лейтенант 2 ранга Королевских военно-морских сил Югославии, Народный герой Югославии (посмертно). Участник Второй мировой войны.

## Биография
Родился 11 мая 1912 в Горице. После Первой мировой войны его семья бежала из Италии и осела в Любляне. Окончив среднюю школу в 1929, поступил в VII класс Военно-морской академии в Дубровнике. Окончил её с отличием и званием лейтенанта, в 1932 году поступил на службу.
Накануне начала войны Югославии против Германии служил первым артиллерийским офицером на эсминце «Загреб» в Которском заливе. Вместе с ним службу проходил и его друг, также лейтенант Милан Спасич. 6 апреля 1941 в первый день войны на эсминец вражеская авиация совершила налёт, но корабль понёс незначительные повреждения. 13 апреля повторная авиаатака также не увенчалась успешно. Несмотря на это, поражения сухопутных войск привели к тому, что экипаж вынужден был высадиться на материк, и корабль потерял свою боеготовность (особенно маскировочную).
15 апреля 1941 сообщение о прекращении огня достигло Которского залива, его получили все командиры кораблей. Также их предупредили о запрете стрельбы по кораблям и самолётам противника. 17 апреля пришла новость о капитуляции Югославии, и итальянцы начали входить в Которский залив. Экипажам было приказано покинуть все суда, однако Сергей Машера и Милан Спасич не подчинились приказу и решили уничтожить свой эсминец. «Загреб» стал первым эсминцем, экипаж которого обязан был добровольно сдаться.
Около 14:00 прибыла моторная лодка, на которую должны были сесть командир судна, его помощник, лейтенанты Машера и Спасич, а также один артиллерийский сержант. Однако Спасич и Машера отказались сесть в лодку и сообщили командиру, что подожгли предохранители в отсеке боеприпасов (в двух помещениях). Поставленный перед этим фактом командир немедленно прыгнул в лодку, чтобы спастись. Спустя несколько минут прогремели взрывы в обеих комнатах отдела боеприпасов. Корабль взорвался, а вместе с ним погибли Спасич и Машера, которые перед смертью смотрели на флаг Югославии. На следующий день труп Милана Спасича нашли рыбаки, а тело Сергея Машеры было почти уничтожено во время пожара, но 24 апреля его фрагменты были обнаружены в море.
Останки Машеры были захоронены на военном кладбище в Савине (Херцег-Нови), где похоронен и Спасич.

## В массовой культуре

### Югославия

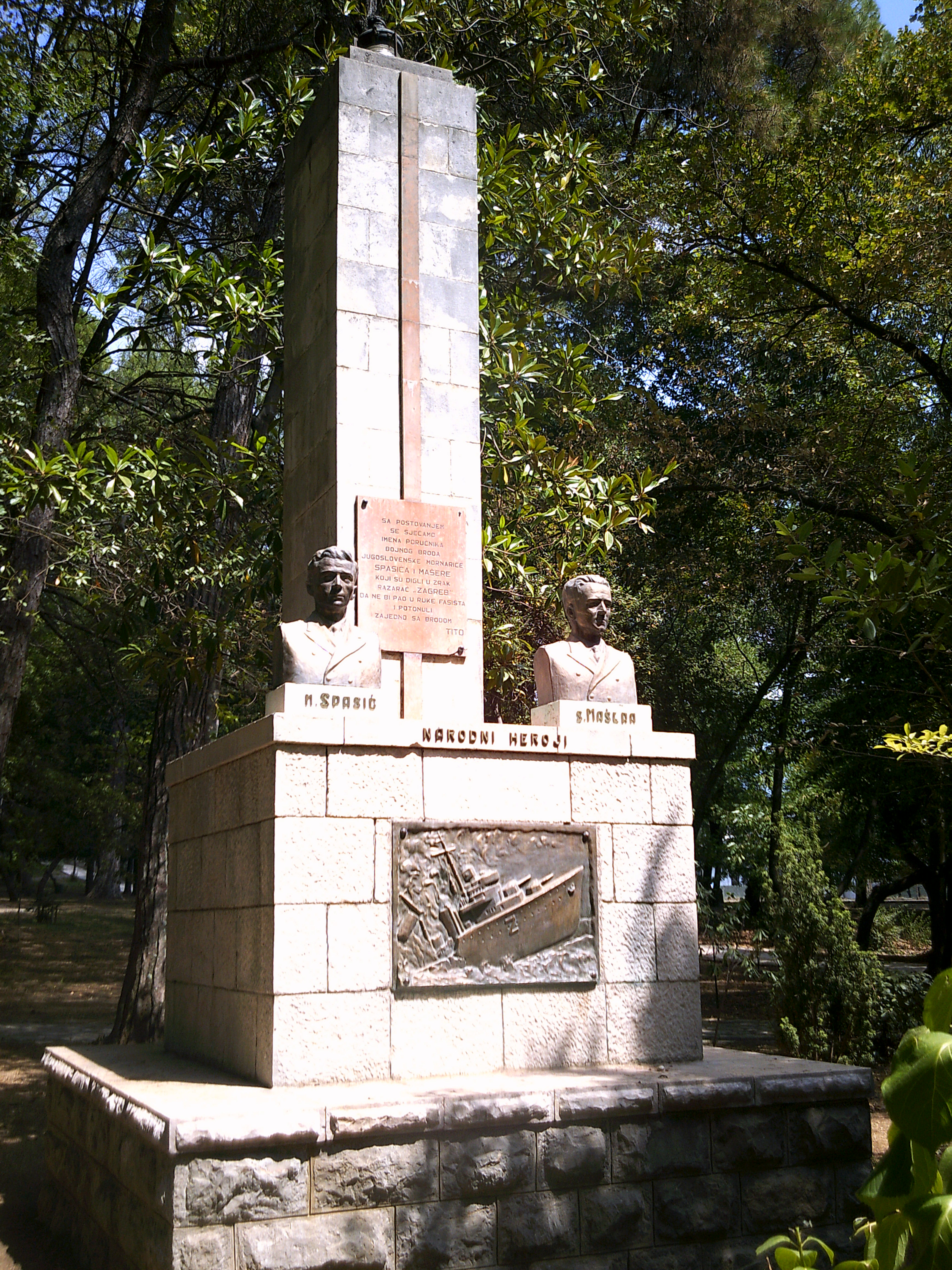
Памятник в Тивате

10 сентября 1973 к 30-летию ВМС СФРЮ указом Иосипа Броза Тито обоим морякам были посмертно присвоены звания Народных героев Югославии. Имена героев увековечены в разных городах: в Тивате поставлен памятник Машере и Спасичу, в белградском квартале Жарково названа улица в честь этих моряков, а с 1967 года Морской музей в Пиране носит имя Сергея Машеры.

### Другие страны
На Мальте в 1942 году был поставлен памятный знак в честь Милана Спасича и Сергея Машеры. В 1944 году британский публицист в книге «Флоты в изгнании» (англ. Navies in Exile) подробно описал подвиг моряков. Позднее в 1968 году во Франции был снят фильм «Пламя над Адриатикой» (фр. Flammes sur l'Adriatique), автором сценария которого был Меша Селимович.